# 伊江島補助飛行場
伊江島補助飛行場（いえじまほじょひこうじょう Ie Jima Auxiliary Airfield）は、沖縄県国頭郡伊江村にあるアメリカ海兵隊の飛行場・演習場。旧日本陸軍の伊江島飛行場に由来する。
伊江島北西部の約8.02km2を占める。平行して伊江島空港がある。滑走路をはじめヘリパッド、ハリアーパッドを擁し、村面積のおよそ35.3%の区域面積を占有している。しかし区域内の一部の道路の通行は米軍の活動を妨げないことを条件に認められているほか、同区域内に300戸近くの住宅が存在し、実際に生活しているという状況下にある。

## 基地概要
基本データ

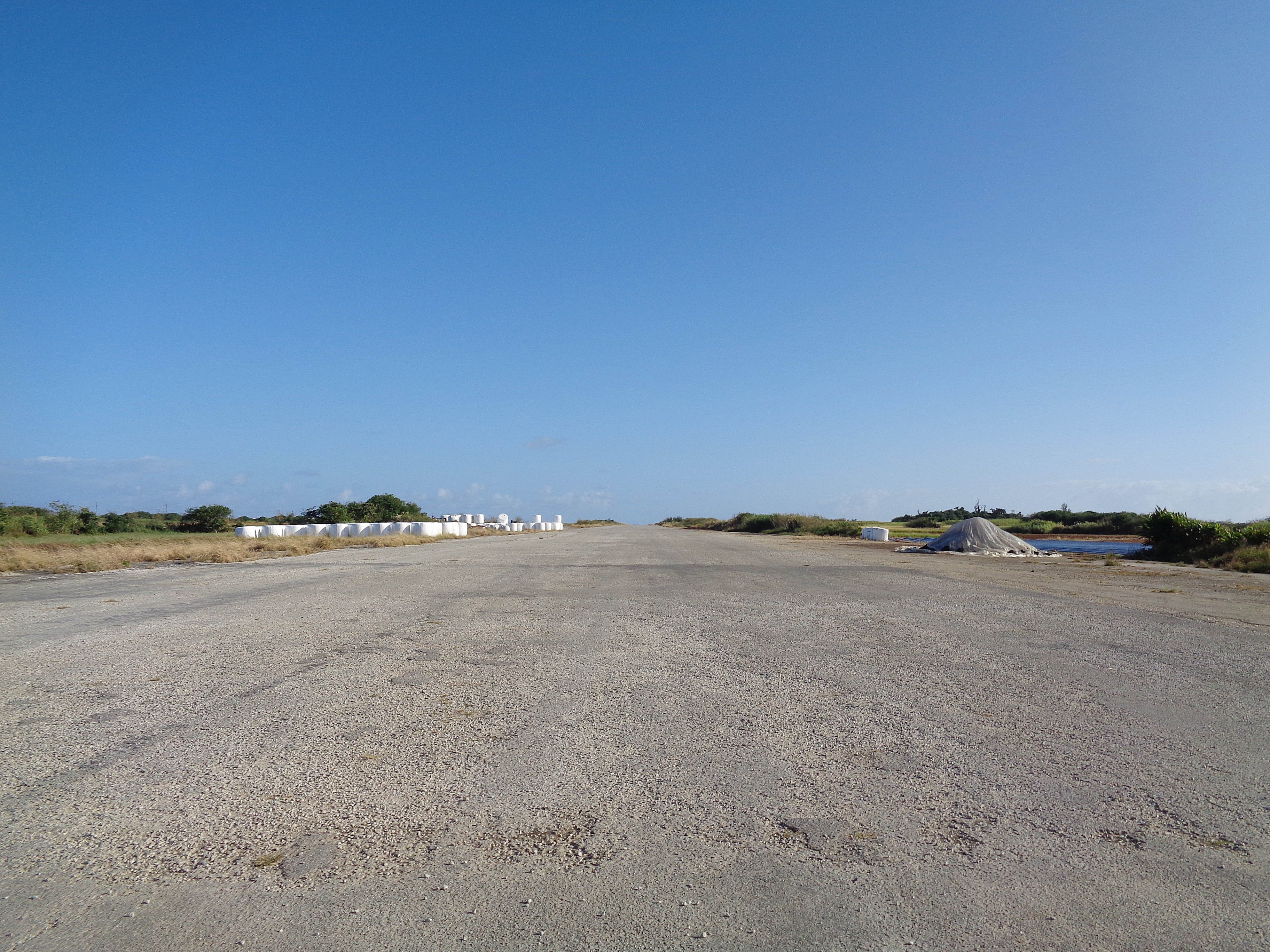
伊江島補助飛行場滑走路跡地

- 伊江島補助飛行場 (Ie Jima Auxiliary Airfield)
- 施設番号 FAC6005

- 所在: 伊江村
- 面積: 801.5 ha
  - 国有地145.3 ha
  - 県有地6.4 ha
  - 市町村有地36.8 ha
  - 民有地613.0 ha
  - 面積のおよそ4分の1が市有地である。
- 空域: 1,025.89 k㎡
- 水域: 26.90 k㎡
- 地主数：1,231人
- 年間賃借料：13億7500万円
- 管理部隊名：海兵隊キャンプ・バトラー基地司令部
- 使用部隊名：海兵隊、陸軍（特殊部隊）、空軍、海軍
- 使用主目的：補助飛行場、訓練場
- 主な訓練内容：常駐機は無く、すべて飛来機である。模擬空対地射爆撃訓練、パラシュート降下訓練、重量物投下訓練、空挺空輪訓練、防空訓練、垂直離着陸訓練。この他、第7艦隊及び在沖海兵隊を主力部隊とした「バリアント・アッシャー」と命名された上陸演習においてはキャンプ・ハンセンなどと連動して上陸演習、空挺訓練が実施されてきた。また、本島周辺において年1回、4週間程度の日程で定期総合演習「ビーチ・クレスト」が実施されている。本訓練の際には伊江島上空にて空中戦闘訓練が実施され、地上では航空機を無線誘導する近接支援訓練が実施される。

伊江島空港付近の空中写真。3本並ぶ滑走路は、左がアメリカ軍施設、中央が伊江島補助飛行場、右が伊江島空港である。
。1977年撮影の5枚を合成作成。

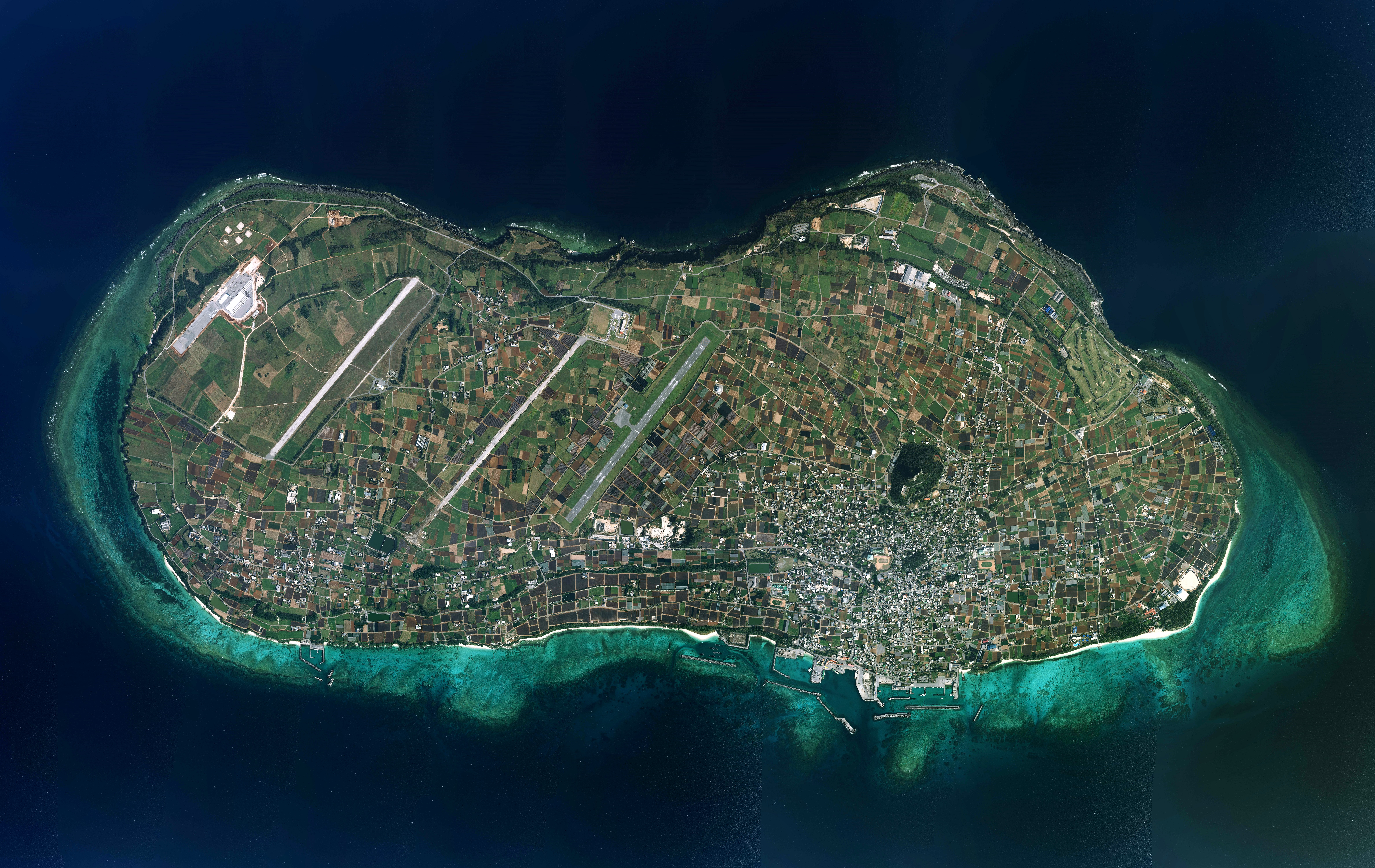
四本の滑走路、右から伊江島空港、米軍「伊江島補助飛行場」の滑走路(跡地)、滑走路(現行)、2018年に建設された新設 LHDデッキとなる。(国土交通省・空中写真 2018年撮影空中写真を合成)

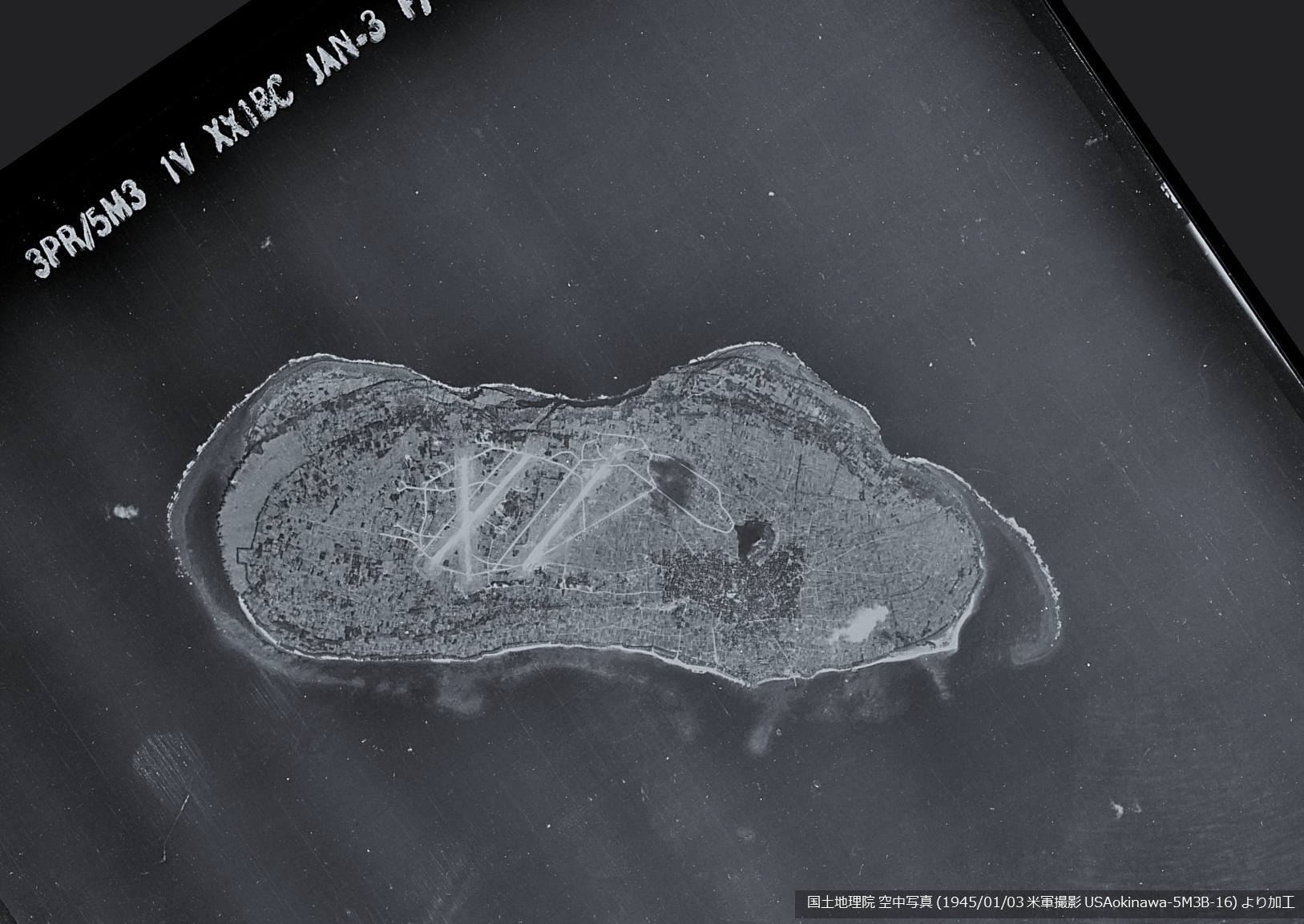
1945年1月3日、米軍が撮影した日本軍の伊江島飛行場。右から「東飛行場」「中飛行場」そしてこれらに並行し薄く映るのが、未完の「西飛行場」。

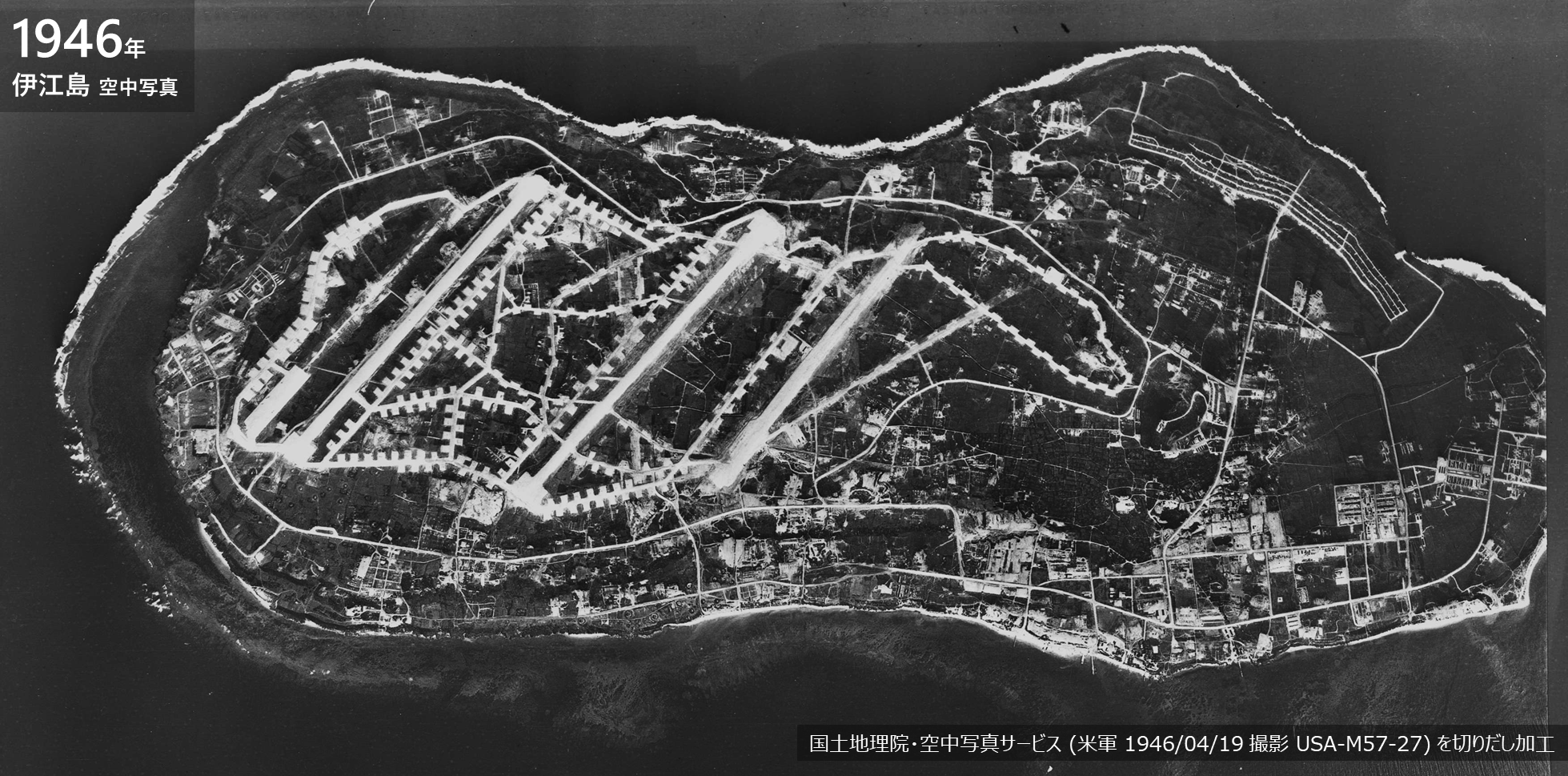
1946年4月19日の空中写真。米軍は上陸と共に日本軍の飛行場を接収し拡張した。

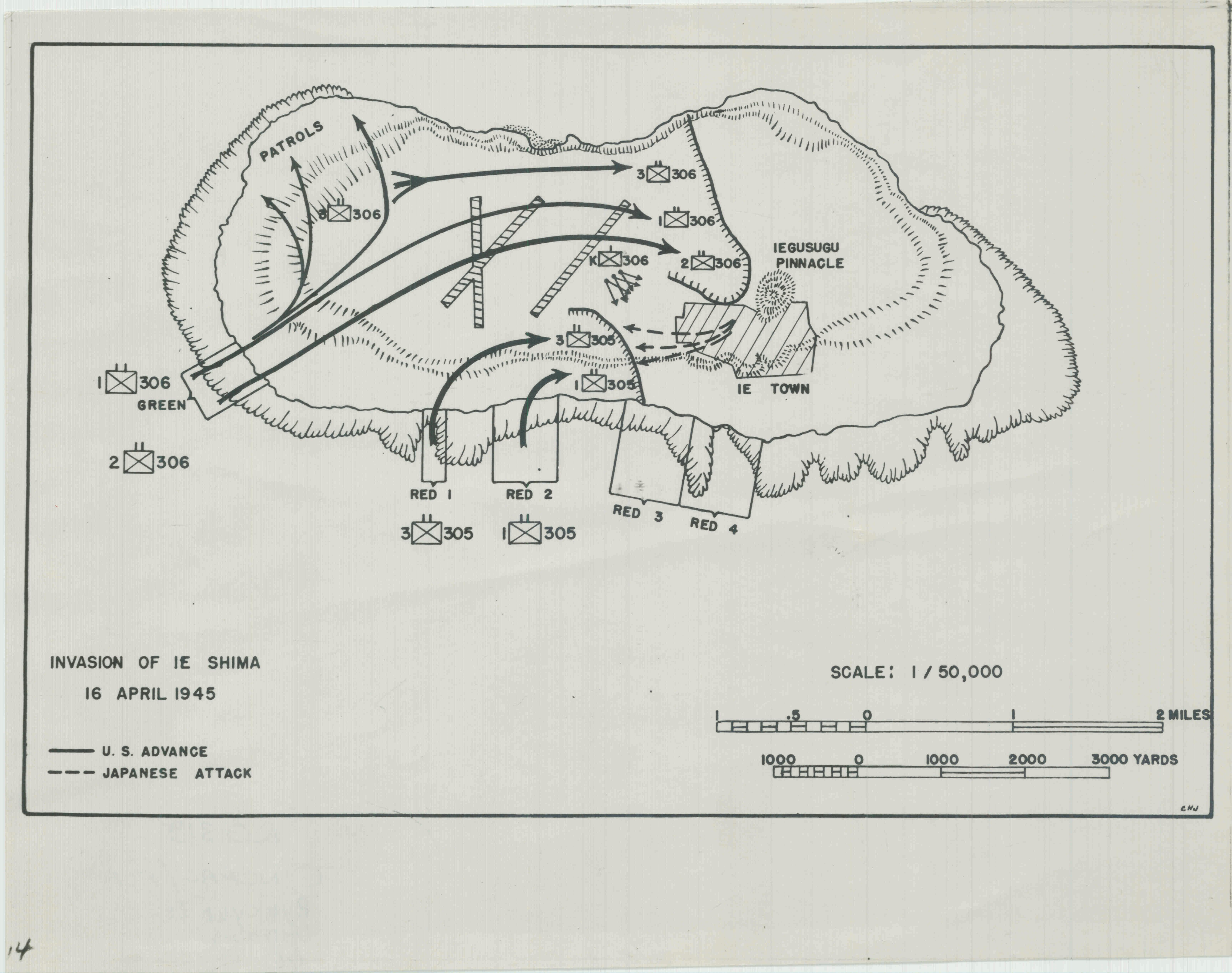
米軍の伊江島上陸

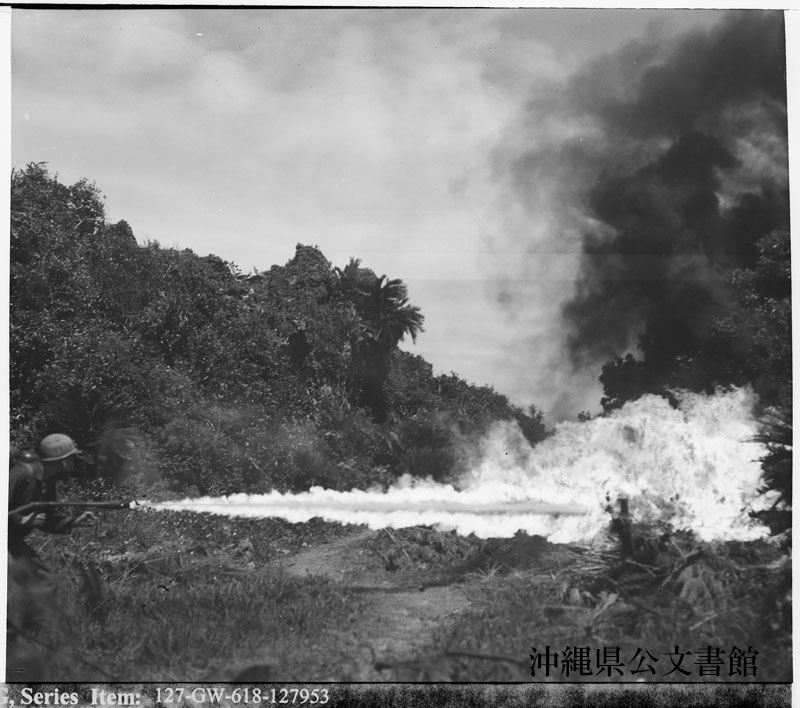
伊江島の戦闘と火炎放射器

### 滑走路
- 右側(東)滑走路は、1974年7月に開催された沖縄国際海洋博覧会関連事業として米軍から返還され、新たに伊江島空港として建設された。海洋博覧会期間中は全日空、南西航空のYS-11型機が就航した。米軍訓練空域内にあることから制限も多く、利用者も少ないため、1977年からは定期便の運用はされていない[1]。
- 中央(中)滑走路は、現在も米軍の管理区域に置かれているものの、実際には滑走路として使用されていない。原状回復されないまま、村民の生活道路としても利用されており、基本的に自由に出入りできる。また周辺は黙認耕作地となっている[2]。
- 左側(西)滑走路はフェンスに囲われた米軍の射爆撃場のなかにある。1989年に西側滑走路のさらに西側にハリアーパットが建設され、また、2018年には「LHDデッキ」が完成したため、訓練場内の滑走路は2本となる。LHDデッキの完成でF35Bの訓練が定期的に行われ、それに付随して騒音公害が急増している[3]。
- 沖縄島北部の本部半島から北西約9kmの位置にあり、島の中央付近には標高172mの城山（通称：伊江島タッチュー）があり、島が一望できる。島の北東部にはテッポウユリを植栽したリリーフィールド公園がある。

## 歴史

### 日本陸軍「伊江島飛行場」
1942年6月のミッドウェー海戦において、日本軍は惨敗し多くの航空母艦や航空機を喪失し、以後の戦況を立て直すことができなかった。そのため大本営は戦艦空母の代わりに南西諸島に多数の飛行場を建設し、地上から航空作戦を展開するという「不沈空母」構想をうちたてた。沖縄においては15カ所の飛行場建設計画が進められた。伊江島飛行場は、当時「東洋一の規模の飛行場」と称され、伊江島の東飛行場に3本の滑走路、中飛行場に2本の滑走路、そして西飛行場、という計画であった。実際には、資力も労働力も不足し、また米軍の上陸作戦に備え沖縄守備軍32軍は陣地構築に注力したため、飛行場建設は遅々として進まなかった。第三航空艦隊司令部が1949年11月に作成した資料では、東飛行場では2本の滑走路が未着手あるいは工事中断となっており、同年12月に米軍が作成した調査資料でも東の1本と中の2本、計3本の滑走路のみが使用可の状態であると解析されている。米軍の沖縄上陸を目前にひかえた翌年1945年の3月10日、大本営はついに第32軍の要請に応じて、滑走路の破壊命令を通達した。
- 1943年（昭和18年）伊江島の土地を飛行場建設用地として強制接収[6]、春から陸軍航空本部による飛行場の建設に着工する[7]。国場組が請け負う[8]。
- 1944年（昭和19年）2月：航空要塞化の補強工事。10月10日の十・十空襲の後、修復に追われる。
- 1945年（昭和20年）3月10日：第32軍 (沖縄守備軍) の要請に応じ、大本営が伊江島飛行場の破壊命令を通知。13日から自壊開始。
- 1945年（昭和20年）4月16日：伊江島の戦闘。連合国軍(アメリカ軍)上陸、その日のうちに飛行場は占領される。一週間の伊江島の戦いで伊江島守備隊はほぼ全滅。住民の半数が命を落とす。アメリカ軍はわずか2日で飛行場を復旧させ、アメリカ軍基地とした。

### アメリカ軍「伊江島補助飛行場」

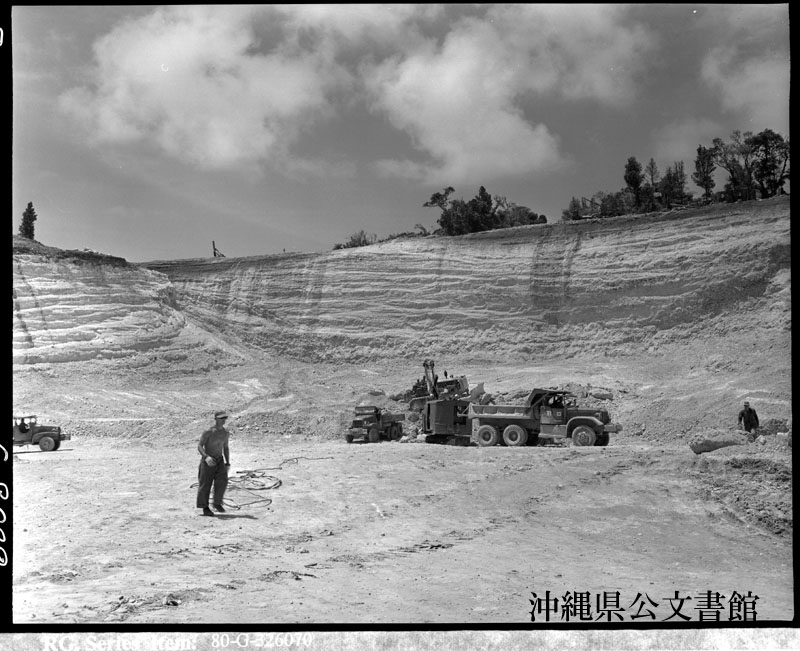
第106海軍建設大隊による伊江島での珊瑚掘削作業。

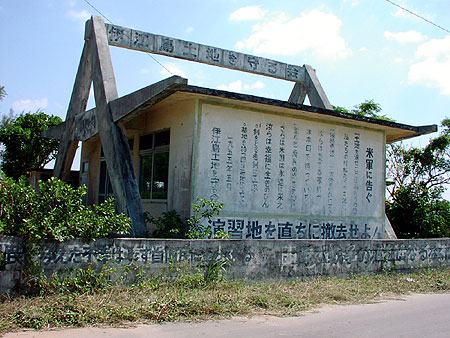
伊江島にある反戦平和資料館、ヌチドゥタカラの家。

#### 住民の強制収容
1945年4月16日午前8時、米軍が伊江島の西崎海岸から次いで南海岸から米軍部隊が上陸するが、日本軍の抵抗はほとんど無く、その日のうちに城山の500メートル先まで到達、翌日から21日まで壮絶な戦闘が続いた。伊江島を占領した米軍は、ただちに飛行場を復旧し使用した。日本軍の未完の西飛行場も拡張して完成させた。日本本土爆撃のための爆撃機の拠点として、また基地建設資材としての石灰岩の採掘所としても重要な位置を占めた。このため生き残った住民は2年間の収容所生活を強いられ、帰島した際には島の様子は激変しており、家ひとつない状態であったという。
- 1945年（昭和20年）：8月18日、日本政府の緑十字飛行が木更津とマニラとの間で開始。19日 - 21日、河辺虎四郎中将ならびに日本側使節団が降伏受理交渉のため伊江島経由で東京マニラ間を往復、29日、マッカーサーが伊江島経由で東京入り[10]。
- 1947年（昭和22年）3月11日：一部が解放される。久志村と慶良間諸島の難民収容所から住民が帰還し居住開始。

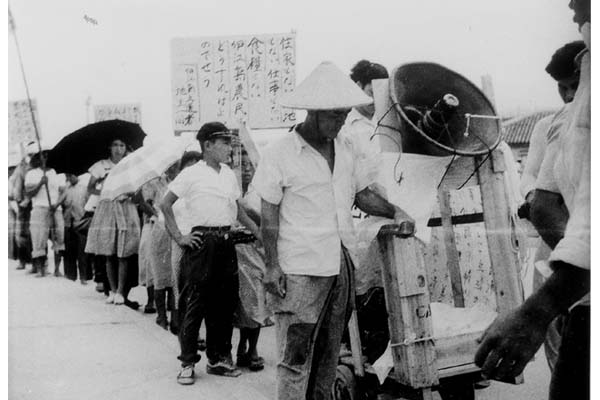
1955年7月、再び米軍に土地を奪われた伊江島の農民は人々に訴えるため「乞食行進」をはじめた。

#### 土地の強制接収
1950年に朝鮮戦争が始まり、また1952年に日本本土からGHQが撤退すると、沖縄の米国民政府は沖縄の基地をさらに拡大するため「土地収用令」を公布して、土地の強制接収を始めた。1953年7月15日、米軍は地上標的を造成を目的として伊江村真謝、西崎の住民に立ち退きを通告し、1954年に工事を始めた。1955年3月11日から米軍はブルトーザーで住宅を破壊し、家屋や農地を焼き払った。軍は兵士に銃の使用を許可する命令が出されており、手荒な排除がなされた。7月21日から住民は沖縄島をくまなく歩き伊江島の窮状を訴える「乞食行進」をはじめた。この訴えはやがて強制収容に苦しむ沖縄の住民を団結させ、より大きな「島ぐるみ闘争」のうねりを作り出した。
- 1953年（昭和28年）3月11日：アメリカ軍が真謝、西崎両区の土地を射爆撃場建設のため農地の接収通告をし、4戸が立ち退き。
- 1954年（昭和29年）6月：アメリカ軍による射爆撃場建設工事着手。
- 1954年（昭和29年）8月：射爆訓練場の拡張のための地上標的を設置するため、更に農地の明け渡しを通告。真謝区78戸、西崎区74戸の計152戸が対象。住民の陳情、反対闘争により15戸に縮小。
- 1955年（昭和30年）3月：工兵部隊が工事着手。
- 1955年（昭和30年）：キジャカ部落に通信施設を建設するため農家を接収。
- 1960年（昭和35年）：キジャカ部落に通信施設を建設するため農家を接収。1955年と合わせ30戸が立ち退き。
- 1965年（昭和40年）4月15日：一部が返還される（約1.5ha）
- 1967年（昭和42年）5月：住民により「伊江島土地を守る会」が結成される。
- 1970年（昭和45年）6月30日：一部が返還される（約0.5ha）。住民側は反発を強め団結道場を建設。

### 沖縄返還
1972年5月15日、沖縄返還協定により施政権が米軍から日本に移行。伊江島の米軍基地も日米地位協定の下で日本国より施設・区域が提供される形になる。1976年7月8日、日米安全保障協議委員会において、伊江島補助飛行場の全返還が合意される。しかし、その後のハリアーパット建設の受け入れなどで、返還の実現は不透明となった。1977年に海洋博覧会関連飛行場用地として約6,000㎡が返還され、伊江島空港として整備された。1996年8年12月のSACO最終報告において、読谷補助飛行場のパラシュート降下訓練が伊江島補助飛行場に移転された。 
- 1972年（昭和47年）12月7日：降下訓練をしていたグリーンベレー隊員1人が、誤って飛行場の東3kmにある伊江西小学校の屋根へパラシュートで降下[16]。
- 1973年（昭和48年）9月28日：演習場内の地元の採草・放牧地にアメリカ軍が枯れ葉剤を散布し、約2,000㎡の牧草を枯らした。
- 1976年（昭和51年）7月8日：第16回日米安全保障協議委員会にて、移設条件付全部返還が合意される。
- 1977年（昭和52年）3月31日：0.6haが返還される。
- 1982年（昭和57年）5月15日：公用地暫定使用法の期間満了に伴い、未契約地4.4haが返還される。
- 1985年（昭和60年）4月1日：訓練区域の一部（第2区域）が返還される。
- 1987年（昭和62年）5月14日：約0.2haが返還される。
- 1989年（平成元年）8月7日： 施設管理権が空軍から海兵隊に移管する。10月、ホーカーシドレー・ハリアー用パッド完成。
- 1992年（平成4年）9月30日：信号弾により施設内黙認耕作地で火災発生、1,428 ㎡を焼失。
- 1996年（平成8年）12月2日：SACO最終報告によって、読谷補助飛行場で行われていたパラシュート降下訓練の伊江島への移転が合意された。「伊江島訓練場跡地利用計画基本構想」の策定に着手。
- 1998年（平成10年）3月26日：通信施設として、建物100平方メートルを追加提供する。
- 2003年（平成15年）8月26日：工場等として、建物800平方メートルと工作物（門等）を追加提供する。
- 2004年（平成16年）11月4日：門等を追加提供する。四本の滑走路、右から伊江島空港、米軍「伊江島補助飛行場」の滑走路跡地、滑走路、2018年に建設されたLHDデッキとなる。(国土交通省・空中写真 2018年撮影)LHDデッキ (着陸帯)

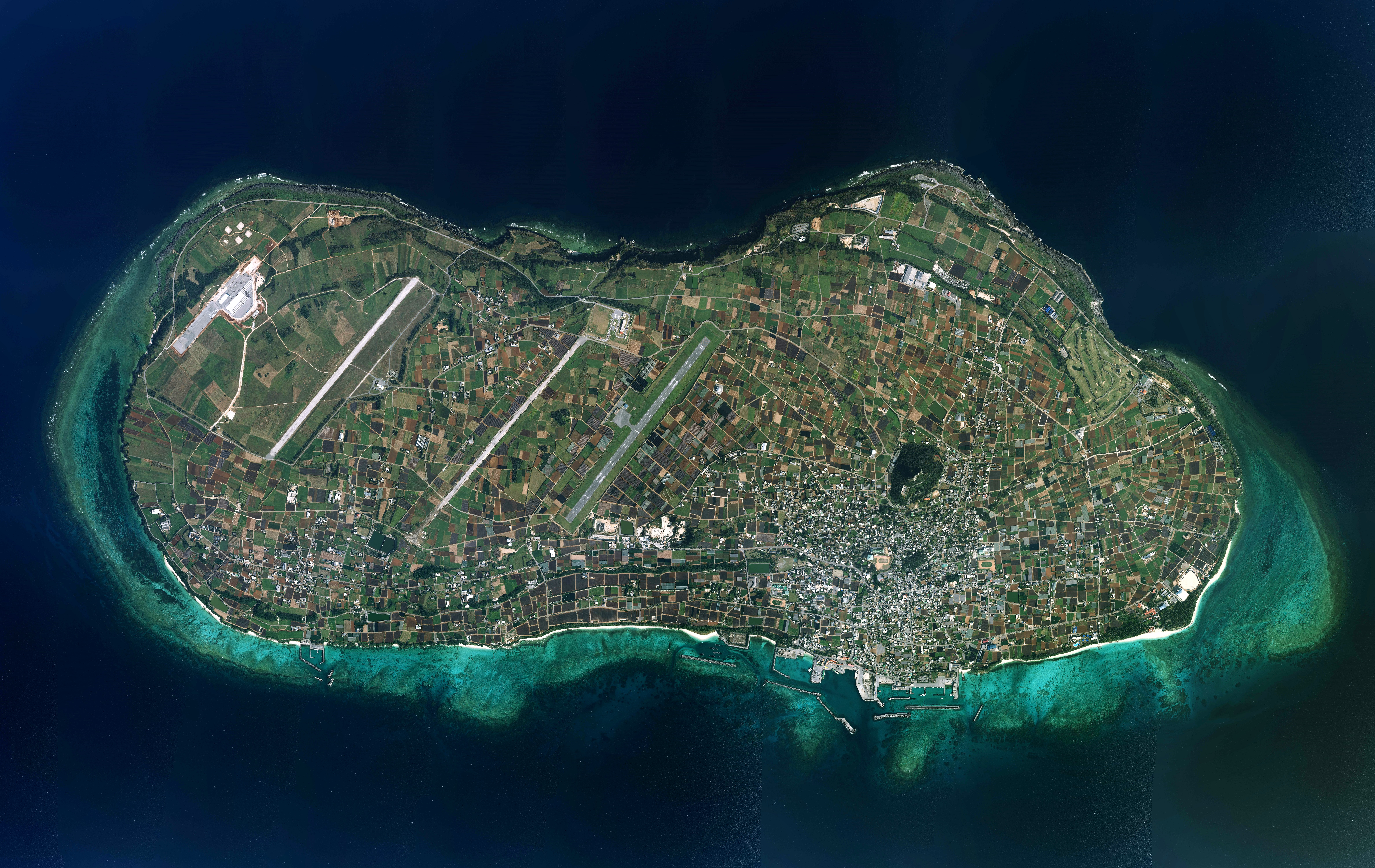
四本の滑走路、右から伊江島空港、米軍「伊江島補助飛行場」の滑走路跡地、滑走路、2018年に建設されたLHDデッキとなる。(国土交通省・空中写真 2018年撮影)

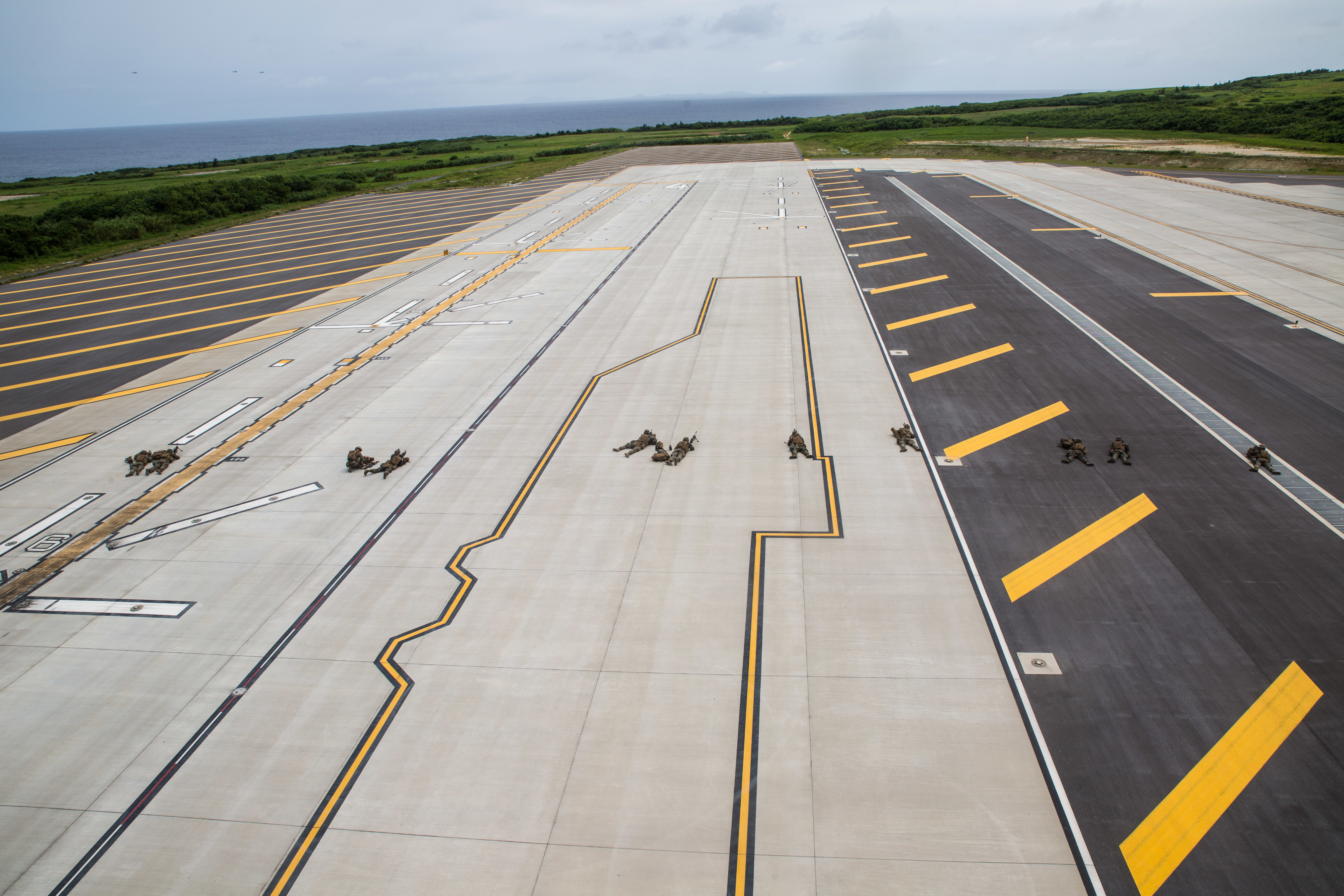
LHDデッキ (着陸帯)

- 2016年8月22日、強襲揚陸艦の甲板を模した着陸帯 (LHDデッキ) の改修工事開始。面積が53890㎡から107140㎡へと2倍に拡大され、海兵隊F35戦闘機やCV22オスプレイも収容できる駐機場[17] も整備される。伊江村は、負担増加につながること、また工事に関する米軍による詳細な説明がないことから工事中止を要請していた[18]。2018年11月にほぼ完成したとみられる[19]。12月4日には最初のF35が伊江島に飛来、同年、米海軍佐世保基地に配備された強襲揚陸艦ワスプの艦載機とみられる[20]。
- 2018年、伊江島中学校が授業に米軍を活用する取り組みを始めた[21]。在日米海兵隊の公式SNSによると赤嶺美奈子教頭が隊員に声をかけてはじめたという[22][23]。2018年6月15日の閣議決定で、安倍政権が「沖縄振興策の方向性」として、「米国の協力を得た英語教育の充実」を盛り込んだ事[24] を受けてと思われるが、毎週の英語以外の教科にも米軍兵士が授業や給食などを中学生と共におこなっており、軍と公教育の一体化が問われている[25][26]。
- 2021年（令和3年）9月21日：パラシュート降下訓練中のアメリカ兵2人が風にあおられて基地外の海岸線、牧草地へそれぞれ落下。ケガ人などの被害なし[27]。

## 事件・事故
1959年9月6日、真謝区の民家付近で不発弾が爆発し、村民2名が死亡。
1961年2月1日、射撃場内で演習中の米軍機の直撃弾を受け村民１名が死亡。
1974年7月10日、伊江島補助飛行場内の射撃場で、米兵が草刈中の青年を狙撃した。村面積の32%が米軍管理下にある中、家畜のための牧草を刈ることに関して米軍側は黙認してきた。村人は演習終了を確認して入場したが、米兵は青年を追い回し、フレアピストルを撃ち青年を負傷させた。この事件は日米合同委員会で審議される大きな問題となったものの、日本政府は裁判権を放棄し、また被害者補償もされなかった（伊江島事件）。

## 周辺対策
本飛行場に関係する周辺対策事業は他の自衛隊・在日米軍施設同様「防衛施設周辺の生活環境の整備等に関する法律」を根拠法とし（以下本節で同法と呼ぶ）、下記が実施されてきた。
伊江島で実施されている周辺対策事業は下記のように区分される。
- 障害防止工事の助成
- 民生安定施設の助成
- 調整交付金の交付

### 障害防止工事
障害防止対策事業（同法3条に基づく）の内一般障害防止については、水問題への対処が挙げられる。基地建設が実施される以前、伊江島には40余の溜池が存在し、島民の水確保の手段となっていた。しかし、本飛行場の拡張などに伴い溜池は多くが埋め立てられ、更に土地の締め固めが実施されたことで雨水が地下に浸透しなくなった。上水道は本島から送水することで対処したものの、旱魃時には農業用水が不足する問題が発生した。この対策として、道路側溝を流れる雨水を溜池に導き、溜池自体も新設が行われ、1994年6月時点で35箇所、40万1000トンの貯水力に拡張された。1973年度から1995年度まで実施した助成額の総計は約30億円となっている。

### 騒音防止工事
学校等の公共施設の騒音防止対策事業としては、航空機騒音の防止・軽減対策として1974年度から実施され、小学校2校、中学校1校、保育所1箇所に防音工事を実施した。これらの防音工事に伴って整備した空調設備の維持にも補助金を交付している。これらの総計は1995年頃までに約11億円となっている。

### 民生安定施設の助成
民生安定施設の助成は同法8条に基づく。一般助成事業として、児童公園、近隣公園、地区公園、体育館、水道、無線放送施設、農業用施設（野菜類の出荷施設）、漁業用施設（漁港）等について、1975年度より助成を開始し、1995年度時点で総計は約27億円となっている。
防音助成については学習等供用施設4施設、庁舎等については1975年度から1995年度までの累計で約2億円の補助が実施されている。

### 特定防衛施設周辺整備調整交付金
更に、同法9条に基づき、特定防衛施設周辺整備調整交付金を伊江村に対して交付している。用途としては道路、医療保健センター、聖苑（火葬場、斎場）、一般廃棄物最終処分場、学校及び公共施設などの整備に充当されている。総計額は1975年度から1995年度までで約36億円となっている。

### その他
日米地位協定第2条第4項(a)に基づき、補助飛行場内で農業用灌漑施設、水道事業貯水施設など、10件、約6haの一時使用を許可している（黙認耕作とは別）。
また、離着陸時の騒音緩和のため1982年度より補助飛行場内でモクマオウ等の植栽を実施し1995年時点では9ha余りの面積となっている。